# Foghat
Foghat este o trupă britanică de muzică rock ce a cunoscut succesul în a doua parte a anilor '70. Stilul lor poate fi descris ca "blues-rock" sau boogie-rock, fiind puternic dominat de chitara electrică. Formația a câștigat 8 discuri de aur, unul de platină și un dublu disc de platină. Grupul a avut un succes mult mai mare în Statele Unite decât în Marea Britanie. Trupa a rămas populară și în era disco dar popularitatea lor a scăzut în anii '80.

## Membrii
- Dave Peverett (1943-2000) - chitară ritmică, voce (în trupă în perioada 1968-1984, 1993-2000)
- Rod Price (1947-2005) - chitară (1968-1981, 1993-1999)
- Tony Stevens (n. 1949) - bas (1968-1975, 1993-2005)
- Roger Earl (n. 1946) - tobe (1968-1984, 1986-prezent)
- Nick Jameson - bas (1975-1976, 1982-1983)
- Craig MacGregor - bas (1976-1982, 1984, 1986-1987, 1991-1992, 2005-prezent)
- Erik Cartwright (n. 1950) - chitară (1981-1984, 1986-1993)
- Kenny Aaronson (n. 1952) - bas (1983)
- Rob Alter - bas (1983-1984)
- Eric Burgeson - chitară ritmică, voce (1986-1989)
- Brett Cartwright - bas (1987, 1988-1989)
- Jeff Howell - bas (1987-1988, 1989-1991)
- Phil Nudelman - chitară ritmică, voce (1989-1990)
- Billy Davis - chitară ritmică, voce (1990-1993)
- Dave Crigger - bas (1992-1993)
- Bryan Bassett (n. 1954) - chitară (1999-prezent)
- Charlie Huhn (n. 1951) - chitară ritmică, voce (2000-prezent)

## Discografie

### Albume
- Foghat (iunie 1972)
- Rock and Roll (1973)
- Energized (ianuarie 1974)
- Rock and Roll Outlaws (octombrie 1974)
- Fool for the City (15 septembrie 1975)
- Night Shift (noiembrie 1976)
- Foghat Live (19 august 1977)
- Stone Blue (mai 1978)
- Boogie Motel (21 septembrie 1979)
- Tight Shoes (28 mai 1980)
- Girls to Chat & Boys to Bounce (iulie 1981)
- In the Mood for Something Rude (18 octombrie 1982)
- Zig-Zag Walk (11 mai 1983)
- Return of the Boogie Men (1994)
- Family Joules (2003)
- Decade Live (2003)
- Foghat Live II (iunie 2007)
- Last Train Home (2010)

### Compilații
- Best of Foghat (1989)
- Best of Foghat Volume 2 (192)
- Best of Foghat (Rhino Special Edition) (1992)
- Slow Ride and Other Hits (1997)
- Anthology (1999)
- Hits You Remember Live (2001)
- Live 2000 (2001)
- Essential (2002)